# Raphicerus
Raphicerus é um gênero de mamíferos bovídeos, da subfamília Antilopinae, da tribo Antilopini. Contém três espécies: 
- Raphicerus campestris — Rafícero-campestre
- Raphicerus melanotis — Rafícero-do-cabo
- Raphicerus sharpei — Rafícero-de-sharpe